# Henhenet
| h · n | h · n · t |

| h · n | h · n · t |

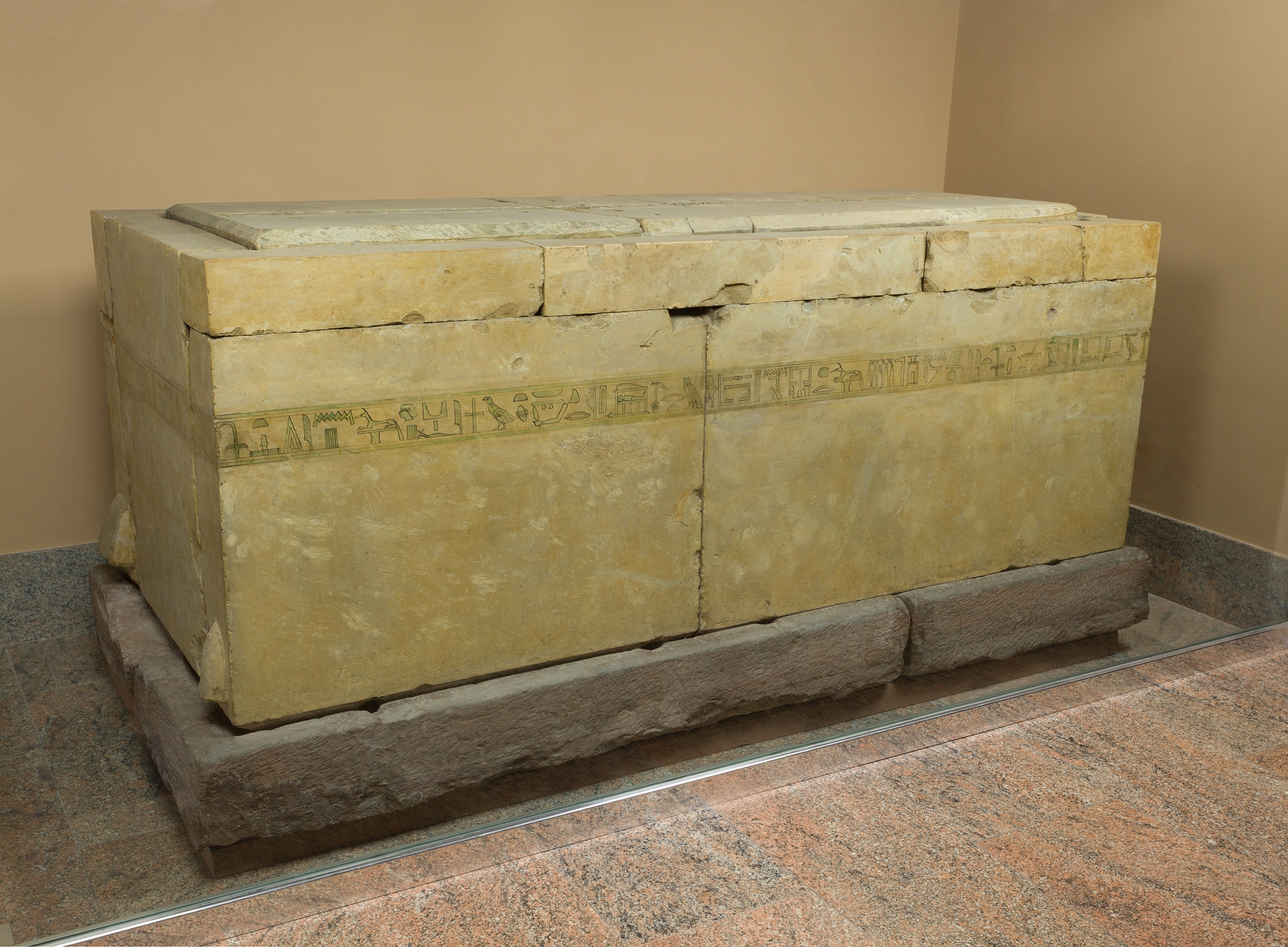
Sarcófago de Henhenet.

Henhenet fue una reina consorte del Antiguo Egipto, una esposa secundaria del faraón Mentuhotep II de la XI dinastía. Su tumba (DBXI.11) y la pequeña capilla decorada fueron encontradas en el templo del complejo funerario de su marido en Deir el-Bahari, detrás del edificio principal, junto con las tumbas de otras cinco damas, Ashayet, Kawit, Kemsit, Sadeh y Mayet. La mayoría de ellas eran sacerdotisas de Hathor, así que es posible que fueran enterradas allí como parte del culto de la diosa, pero es también posible que fueran hijas de nobles que el rey quisiera mantener vigilados.
A diferencia del sarcófago exterior de las otras reinas, el suyo no fue decorado con relieves, solo tiene una línea de inscripciones a ambos lados. El cuerpo muestra que murió de parto. Su momia se encuentra en el Museo Egipcio de El Cairo, y su sarcófago en Nueva York.
Sus títulos eran: La Esposa Amada del Rey (ḥmt-nỉswt mrỉỉ.t=f ), el Ornamento del rey (ẖkr.t-nỉswt), el Ornamento Único del rey (ẖkr.t-nỉswt wˁtỉ.t), Sacerdotisa de Hathor (ḥm.t-nṯr ḥwt-ḥrw).